# Großrudestedt
Großrudestedt – miejscowość i gmina w Niemczech, w kraju związkowym Turyngia, w powiecie Sömmerda, wchodzi w skład wspólnoty administracyjnej Gramme-Vippach. Do 30 grudnia 2019 siedziba administracyjna wspólnoty administracyjnej Gramme-Aue.

## Współpraca
Miejscowość partnerska:
- Zornheim, Nadrenia-Palatynat